# Ван Хален, Эдди
Эдди Ван Хален (англ. Eddie Van Halen; при рождении Эдвард Лодевейк Ван Хален, нидерл. Edward Lodewijk van Halen; 26 января 1955, Неймеген — 6 октября 2020, Санта-Моника) — американский гитарист-виртуоз голландского происхождения. Автор песен, конструктор гитар и усилительной аппаратуры. Основатель (вместе со своим братом Алексом) одноимённой хард-рок-группы «Van Halen». Входит в список «100 величайших гитаристов всех времён по версии журнала Rolling Stone» (как в версию 2003, так и в версию 2011 года).
Эдди Ван Хален популяризировал тэппинг, во многом благодаря композиции «Eruption», после выхода которой другие видные исполнители его поколения бросились открывать новые возможности этой гитарной техники, а гитаристы, последовавшие за ним в последующие десятилетия, редко уклонялись от упоминания его влияния.

## Биография

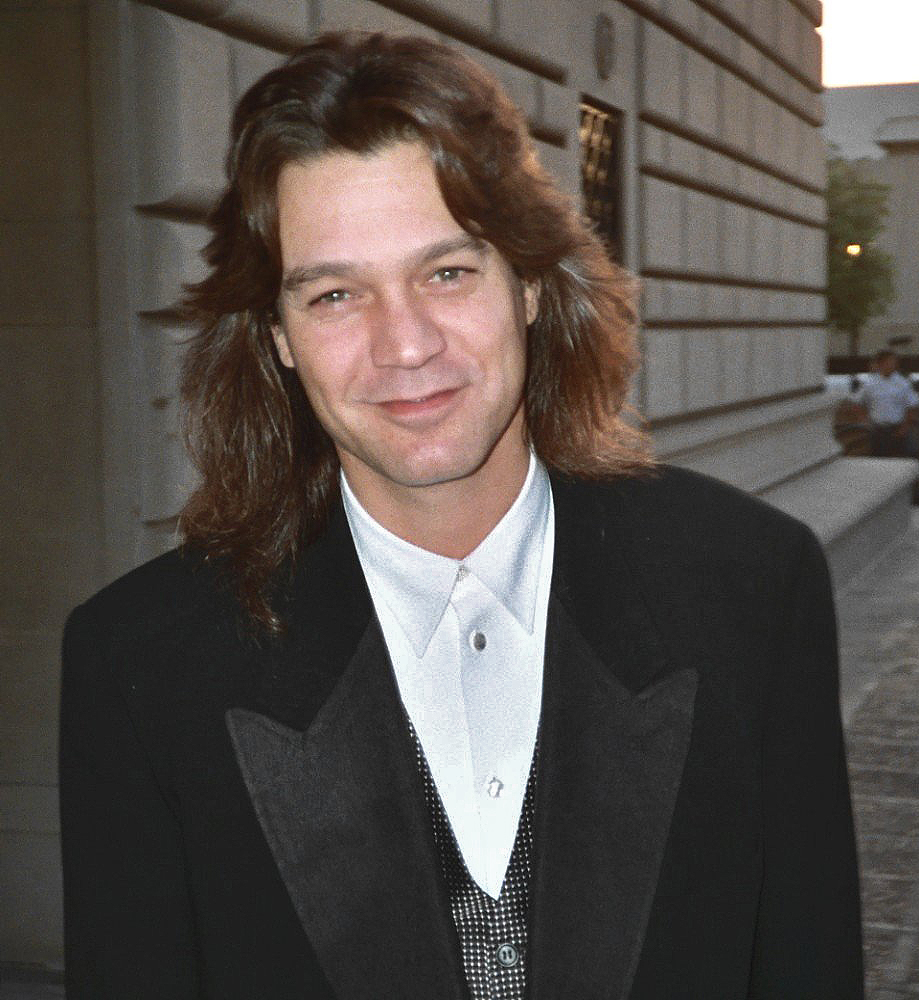
Ван Хален в 1993 году

Родился 26 января 1955 года в голландском городе Неймеген. Отец Ян Ван Хален — профессиональный музыкант — саксофонист, кларнетист; мать Эжения — уроженка острова Ява (Индонезия). Второе имя Лодевейк (нидерландская версия немецкого имени Людвиг) отец дал своему сыну в честь композитора Людвига ван Бетховена (Эдвард продолжил эту традицию и назвал своего сына Вольфганг, в честь Вольфганга Амадея Моцарта).
В 1962 году, когда Эдди было 7 лет, семья Эдварда эмигрирует в город Пасадена, штат Калифорния — США, при этом изменив свою фамилию с van Halen на Van Halen.
Когда Эдди был ребёнком, он учился играть на пианино, как и его старший брат. Однако игра на пианино не привлекала его, однажды Эдди признался: «Кто хочет провести свою жизнь сидя за пианино? Это скучно!»
В то время как Алекс начал практиковаться играть на гитаре, Эдди стал осваивать ударную установку. Но через некоторое время братья поменялись инструментами, и теперь уже Эдди учился играть на электрогитаре. Будучи подростком, он часто запирался у себя в комнате и практиковался в игре на гитаре.
Огромное влияние на молодого Эдди оказала группа «Cream». Эдди впоследствии говорил, что он «снимал» все соло-партии Эрика Клэптона «нота в ноту».
Эдди говорил в интервью: «Я всегда считал Эрика Клэптона гитаристом, оказывавшим на меня огромное влияние, но Джимми Пейдж больше повлиял на меня в плане невероятной энергетики игры на гитаре». После посещения концерта Genesis в начале 70-х Эдди заинтересовался этой техникой тэппинга и развил её популярность.
В октябре 2012 года Ван Халена признали лучшим гитаристом всех времён по версии журнала Guitar World.
В конце 1990-х у Ван Халена был диагностирован рак горла; у него отсутствовала треть языка, удалённая в ходе лечения. Сам Эдди подтвердил эту информацию в 2001 году.
6 октября 2020 сын Эдди, Вольфганг сообщил, что его отец скончался от рака.

## Основание Van Halen
Первоначально группа Van Halen называлась «Genesis», в составе с бас-гитаристом Марком Стоуненом. Название было изменено на «Mammoth», когда они узнали, что в Англии уже есть группа под названием Genesis.
Состав группы был такой: Эдди Ван Хален (гитара), Алекс Ван Хален (ударные) и Марк Стоун (бас-гитара).
У них не было собственной усилительной аппаратуры, и её приходилось арендовать у Дэвида Ли Рота, Эдди начал присматриваться к Дэвиду как к вокалисту, да и в таком случае они могли экономить на аренде аппарата.
Вскоре Майкл Энтони заменил Марка Стоунера в роли бас-гитариста, и состав группы был укомплектован.
Через некоторое время было решено поменять название группы, потому что Дэвид решил, что фамилия двух братьев Ван Хален «звучит клёво», в результате группа была переименована в Van Halen.
До того, как начать играть собственную музыку, группа исполняла кавер-версии.
В 1976 Джин Симмонс оказался на концерте Van Halen. Джин Симмонс почувствовал потенциал молодой группы и спродюсировал демо, записанное в одной из студий Лос-Анджелеса.
В 1977 группа подписала контракт со звукозаписывающей компанией Warner Bros Record.
После нескольких демозаписей группа записала свой первый альбом в октябре 1977, который вышел 10 февраля 1978 года.

## Эдди и Дэвид Ли Рот
С Дэвидом Van Halen выпустили 6 студийных альбомов: «Van Halen», «Van Halen II», «Women and Children First», «Fair Warning», «Diver Down», «1984», но группа имела проблемы в совместной и слаженной работе.
Эдди предложил Джину Симмонсу свою кандидатуру на роль гитариста Kiss, которые искали замену Эйсу Фрейли. Симмонс и Алекс убеждали Эдди вернуться к творчеству Van Halen, потому что Kiss уже нашли замену в лице Винни Винсента. Симмонс советовал Эдди: «Если в группе проблема в одном человеке, то нужно избавляться от этого человека».
Вскоре группа выпустила свой альбом «1984», который поднял группу на вершину хит парадов с синглом «Jump». Другие синглы с этого альбома тоже имели большой успех, особенно Hot for Teacher. Альбом поднялся на вторую строчку в списке Билборд. Его превзошёл только альбом «Thriller» Майкла Джексона, в котором Эдди также принимал участие. Эдди можно услышать в песне Майкла Джексона «Beat It» с этого альбома.
Многие считают период творчества с Дэвидом золотым веком Van Halen, хотя группа всё ещё оставалась коммерчески успешна и популярна и после ухода Ли Рота.

## Появление Сэмми Хагара
С появлением в группе нового вокалиста Сэмми Хагара группа изменила своё звучание, чтобы адаптироваться к гораздо более сильному голосу. Эдди стал чаще использовать клавиши в песнях (к чему отчасти подтолкнул колоссальный успех хита 1984 года «Jump») и звучание гитары в целом стало менее резкое и агрессивное. Из-за изменения звучания фанаты в шутку стали называть группу «Van Hagar», чтобы подчеркнуть различия в саунде.
Несмотря на смену звучания, группа всё ещё оставалась известной и коммерчески успешной.
Интересным является то, что с новым вокалистом Van Halen кардинально изменили концертные выступления и сет-листы. 
Группа с Сэмми Хагаром не исполняла песни, написанные во времена Ли Рота, за исключением таких хитов как «Aint Talkin` Bout Love», «Jump» или «Panama», но основная часть всех песен были песни, написанные уже с Сэмми Хагаром. Также группа исполняла две песни, написанные Сэмми ещё до прихода в Van Halen, такие как «I Can`t Drive 55» и «Only One Way to Rock», в которых Сэмми помимо пения играл на второй гитаре.
Также в начале 1990-х годов Эдди уже перестал использовать так называемый «brown sound», которым славились Van Halen, отказавшись от использования усилителя Marshall Plexi, который Эдди использовал до 1990 года. Альбом 1991 года F.U.C.K. записывался с использованием усилителя Soldano SLO100, который явился прообразом его собственной модели усилителя Peavey 5150, на котором Эдди и играл в дальнейшем.
Также Эдди перестал пользоваться своей гитарой Frankenstrat и перешёл на гитары модели Wolfgang, разработанной специально для него. Также в период с Сэмми Хагаром было отснято два DVD — «Live Without a Net» 1986 года и «Right Here, Right Now. Live» 1991 года.

## Дискография
- Van Halen (1978)
- Van Halen II (1979)
- Women and Children First (1980)
- Fair Warning (1981)
- Diver Down (1982)
- 1984 (1983)
- 5150 (1986)
- OU812 (1988)
- For Unlawful Carnal Knowledge (1991)
- Live: Right Here, Right Now (Live) (1993)
- Balance (1995)
- Best of, Volume I (сборник) (1996)
- Van Halen III (1998)
- The Best of Both Worlds (сборник) (2004)
- A Different Kind of Truth (2012)
- Tokyo Dome Live in Concert (live) (2015)